# Michael Rische

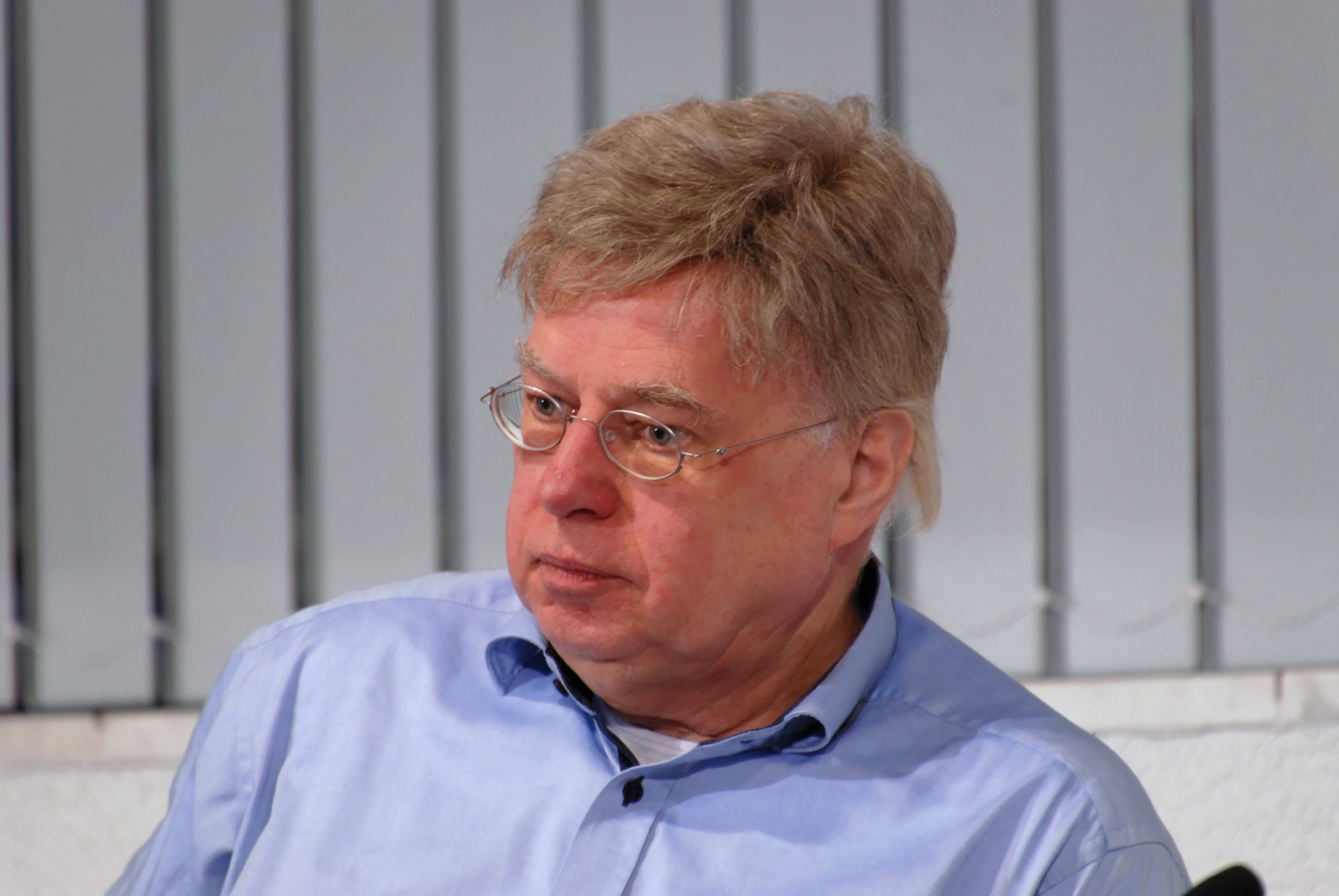
Michael Rische (2017)

Michael Rische (* 15. Februar 1952 in Leverkusen) ist ein deutscher klassischer Pianist und Hochschullehrer an der Hochschule für Musik und Tanz Köln.

## Leben und Wirken
Michael Rische wurde in Leverkusen geboren und wuchs seit seinem ersten Lebensjahr in Düsseldorf auf, wo sein Vater die Bibliothek der städtischen Kunstsammlungen im Ehrenhof leitete. Er wurde auf Grund seiner musikalischen Begabung bereits mit 14 Jahren als Jungstudent an der Robert Schumann Hochschule Düsseldorf angenommen und erhielt dort seine pianistische Ausbildung zunächst bei Max Martin Stein, die er später bei Rudolf Buchbinder in Wien vertiefte. Darüber hinaus nahm Rische Unterricht in Komposition bei Jürg Baur und Milko Kelemen.
Als Konzertpianist erhielt er zahlreiche Einladungen zu Auftritten in großen Konzertsälen im In- und Ausland. So trat er bisher unter anderem mit der Staatskapelle Berlin, dem Belgian National Orchestra, dem Deutschen Symphonie-Orchester Berlin und dem BBC Symphony Orchestra London auf und arbeitete beispielsweise mit den Dirigenten Sylvain Cambreling, Gerd Albrecht, Yuri Simonow, Michael Boder und Grant Llewellyn zusammen.
Darüber hinaus erlangte Rische mit seinen 23 bisher eingespielten CD-Aufnahmen internationales Renommee. Anfangs führte er vor allem die Klavierwerke Beethovens auf, später bevorzugte er – auch inspiriert durch seine persönliche Bekanntschaft mit Olivier Messiaen – die Werke französischer Komponisten wie Claude Debussy und Maurice Ravel. Diese Einspielungen führten bei französischen Rezensenten zu einem Vergleich mit dem dort hoch angesehenen Pianisten Walter Gieseking. Nachdem sich Rische verstärkt der Musik der 1920er Jahre gewidmet hatte, bildete einen weiteren Schwerpunkt seiner Arbeit die Beschäftigung mit weitgehend unbekannten Klavierkonzerten von Erwin Schulhoff und George Antheil, die Jazz-Elemente in ihre Werke einfließen ließen.
Um den starren und vorgegebenen Ablauf klassischer Konzerte aufzubrechen, beschäftigt sich Rische intensiv mit den Solokadenzen großer Klavierkonzerte. Auch wenn für nahezu alle Werke bereits großartige Kadenzen existieren, ist es Risches Ziel, verstärkt auf die Ursprünge der improvisierten Kadenzen zurückgreifen. So spielte er beispielsweise zu Mozarts Klavierkonzert d-Moll KV 466 zu den bekannten Kadenzen eine eigene Version ein. Ebenso verfuhr er mit Beethovens Klavierkonzert Nr. 3 c-Moll op. 37, dem er sechs Kadenzen – darunter seine eigene – aus verschiedenen Epochen beifügte.
Seit 2010 beschäftigt sich Rische mit der Klaviermusik Carl Philipp Emanuel Bachs, von dessen 52 Klavierkonzerten der größte Teil noch unbekannt ist. Als erster Pianist weltweit hat er innerhalb von 15 Jahren nahezu die Hälfte aller Bachschen Klavierkonzerte auf acht CDs eingespielt – vier davon mit dem Leipziger Kammerorchester bzw. der Kammersinfonie Leipzig, die anderen vier mit den Berliner Barock Solisten. Das Thema der Kadenz rückt auch hier wieder unversehens in den Mittelpunkt, da Bach oft keine eigene Kadenz hinterlassen hat, sondern vom Solisten erwartet diese selbst zu formulieren.
Von 2013 bis 2020 war Rische künstlerischer Leiter der Konzertreihe aix_piano, die in enger Zusammenarbeit mit dem WDR in der Musikhochschule Aachen stattfand. Die Grundidee dieser Reihe war, bekanntes und unbekanntes Repertoire auf sinnfällige Weise zu verbinden. Alle Konzerte wurden vom WDR live aufgezeichnet und ausgestrahlt. International bekannte Namen aus der Klavierszene waren hier ebenso zu finden wie hochbegabte Studierende.
1980 berief ihn die Aachener Abteilung der Musikhochschule Köln mit erst 28 Jahren zu ihrem Dozenten und übertrug ihm eine Hauptfachklasse Klavier. Zusätzlich baute er später in der Kölner Zentrale ein neues Fachseminar „Professionalisierung“ auf, welches sich mit den organisatorischen Themen eines Berufsmusikers beschäftigt. In diesem stark frequentierten Seminar unterrichtete er angehende Musiker aller Sparten in Sachen Repertoireplanung, Kommunikation, Medien und Marketing.

## Diskografie (Auswahl)
- Claude Debussy: Images I & II, Images oubliées, L’isle joyeuse, Elegie, Hommage à Haydn, Morceau de concours, Koch Classics, 1987
- Ludwig van Beethoven: Zwei Präludien op.39, Sonate Es-Dur op.7, 32 Variationen c-Moll, Koch Classics, 1989
- Ravel, Dessau, Erdmann, Milhaud, Schulhoff, Matsushita: Saxophone & Piano, Detlef Bensmann/Michael Rische, Koch Classics, 1990
- Robert Schumann: Impromptus op.5, Davidsbündlertänze op.6, Toccata op.7, Koch Classics (später Universal), 1991
- Milhaud, Gershwin, Strawinsky, Schulhoff: With a Touch of Jazz, Koch Classics, 1996
- Dietrich Erdmann: Musik für Saxophon, Detlef Bensmann/Michael Rische, Koch Classics, 1996
- JS Bach, Dessau, Poulenc, Honegger, Dallapiccola, Liszt, u. a.: Variations on B-A-C-H (Klavierwerke vom Barock bis zur Moderne), EMI Classics, 1999
- Maurice Ravel: Prélude, Miroirs, Pavane, Gaspard de la nuit, Koch Classics, 2000
- Antheil, Copland, Honegger, Ravel: Piano Concertos of the 1920s, Vol. I, Bamberger Symphoniker, Christoph Poppen, WDR Sinfonieorchester Köln, Steven Sloane, Israel Yinon, Arte Nova Classics, 2002
- Schulhoff, Antheil, Gershwin: Piano Concertos of the 1920s, Vol. II, Rundfunk-Sinfonieorchester Berlin, Wayne Marshall, WDR Sinfonieorchester Köln, Gunther Schuller, Arte Nova Classics, 2003
- Erwin Schulhoff: Der Bürger als Edelmann (Konzertsuite mit Soloklavier), Deutsches Symphonie-Orchester Berlin, Gerd Albrecht, Orfeo, 2003
- Ludwig van Beethoven: Klavierkonzert Nr.3 c-Moll op.37 mit Kadenzen von Beethoven, Moscheles/Brahms, Alkan, Schulhoff, Ullmann und Rische, WDR Sinfonieorchester Köln, Howard Griffiths, Hänssler Classic, 2005
- Milhaud, Strawinsky, Schulhoff, Copland, Antheil, Gruenberg, Gershwin: Piano Music of the 20s,  Sony 2006
- Gershwin, Antheil: Jazz-Klavierkonzerte, Arte Nova Classics, 2009
- Wolfgang Amadeus Mozart: Klavierkonzert d-Moll KV 466 mit Kadenzen von Beethoven, Brahms, Busoni, Hummel, F. X. Mozart, M. Rische und Cl. Schumann, WDR Sinfonieorchester Köln, Howard Griffiths, Hänssler Classic, 2011
- Carl Philipp Emanuel Bach: Klavierkonzerte Wq 23, Wq 31, Wq 112/1, Leipziger Kammerorchester, Morten Schuldt-Jensen, Hänssler Classic, 2011
- Carl Philipp Emanuel Bach: Klavierkonzerte Wq 14, Wq 17, Wq 43/4, Leipziger Kammerorchester, Morten Schuldt-Jensen, Hänssler Classic, 2012
- Carl Philipp Emanuel Bach: Klavierkonzerte Wq 22, Wq 43/5, Wq 46, Michael Rische/Rainer Maria Klaas, Kammersymphonie Leipzig, Hänssler Classic, 2013
- Carl Philipp Emanuel Bach: Klavierkonzerte Wq 26, Wq 44, Wq 20, Kammersymphonie Leipzig, Hänssler Classic, 2015
- Carl Philipp Emanuel Bach: Klavierkonzerte Wq 1, Wq 45, Wq 15, Berliner Barocksolisten, Hänssler Classic, 2017
- Carl Philipp Emanuel Bach: Klavierkonzerte Wq 23, Wq 112/1, Wq 31, Wq 17, Wq 43/4, Wq 14, Wq 22, Wq 43/5, Wq 46, Wq 26, Wq 44, Wq 20, Leipziger Kammerorchester, Morten Schuldt-Jensen und die Kammersymphonie Leipzig, 4 CDs, Hänssler Classic, 2019
- Carl Philipp Emanuel Bach: Klavierkonzerte Wq 11, Wq 43/4, Wq 24, Berliner Barocksolisten, Hänssler Classic, 2020
- Carl Philipp Emanuel Bach: Klavierkonzerte Wq 5, Wq 8, Wq 30, Berliner Barocksolisten, Hänssler Classic, 2022
- Carl Philipp Emanuel Bach: Klavierkonzerte Wq 7, Wq 37, Wq 42, Berliner Barocksolisten, Hänssler Classic, 2025